# Ludwig Nieder

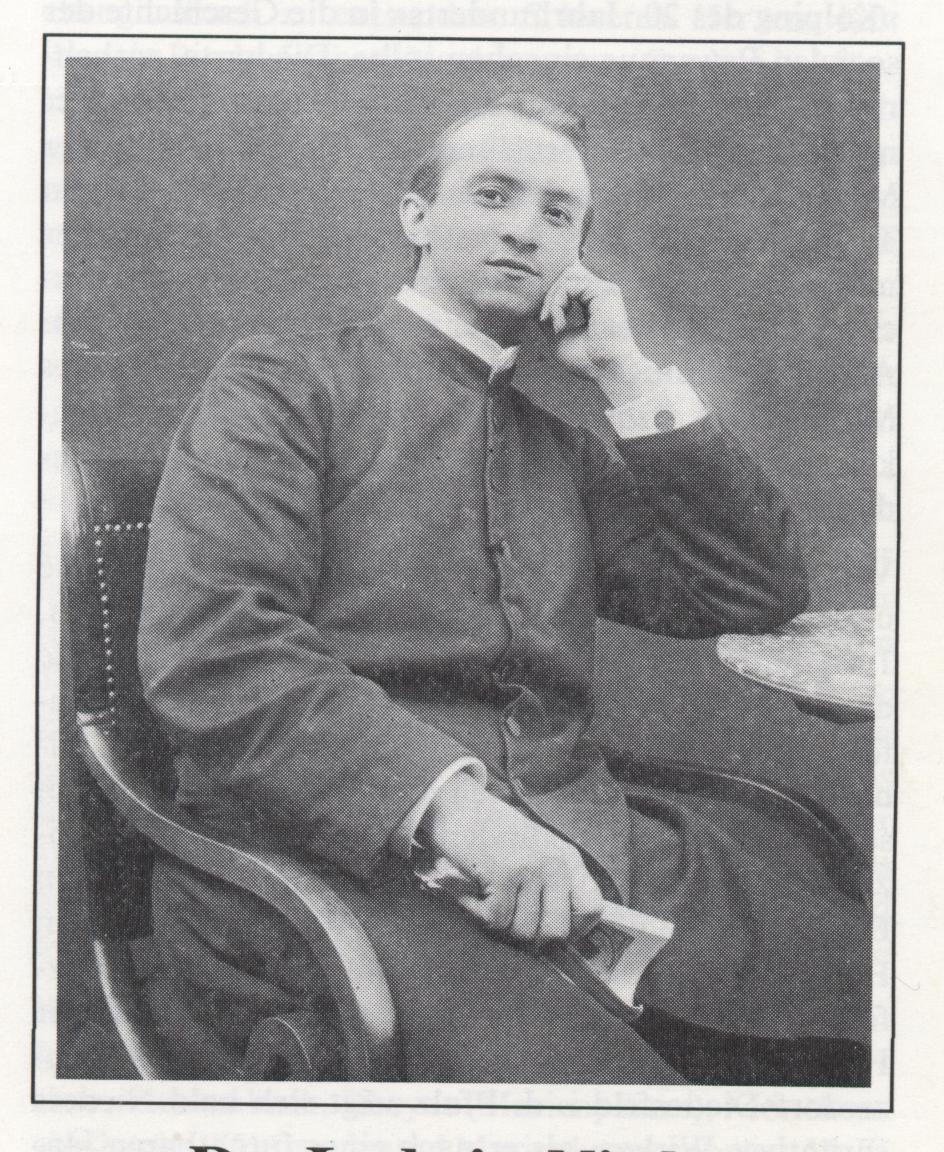
Ludwig Nieder, um 1920

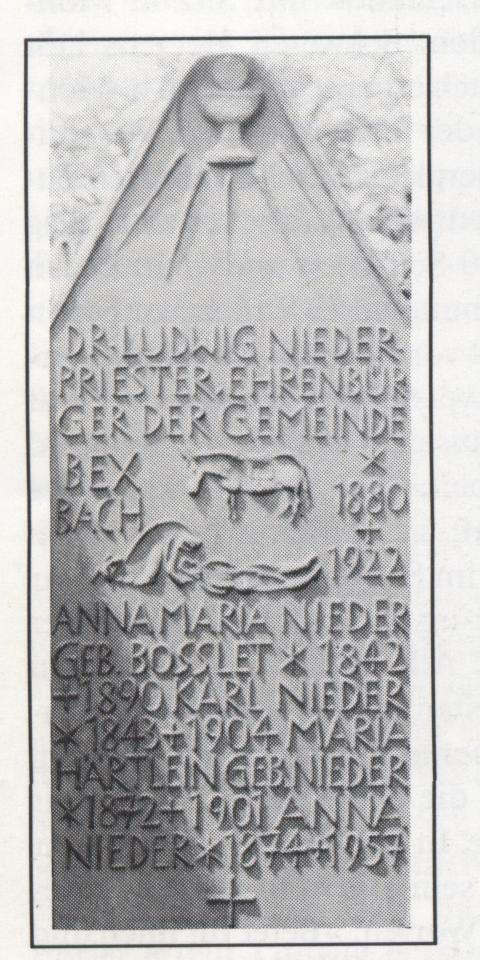
Grabdenkmal Nieders, Bexbach

Ludwig Nieder (* 1. Mai 1880 in Bexbach; † 7. Februar 1922 in Deidesheim) war ein katholischer Priester aus dem Bistum Speyer, deutschlandweit agierender Sozialreformer und Arbeiterseelsorger; wird auch als „Kolping des 20. Jahrhunderts“ bezeichnet.

## Leben
Ludwig Nieder ist als Sohn einer Metzgerfamilie in der Bergwerksgemeinde Bexbach (Mittelbexbach), Bistum Speyer, Saarpfalz, Königreich Bayern geboren. Er besuchte die Lateinschule in Homburg, dann das Gymnasium in Zweibrücken. Ab 1900 studierte Ludwig Nieder in München Philosophie. Hier wurde er aktives Mitglied der katholischen Studentenverbindung K.S.St.V. Alemannia München im KV. Von entscheidendem Einfluss auf den jungen Mann wurde seine Bekanntschaft mit dem Professor für Nationalökonomie Karl Wasserrab, der über die „Soziale Frage“ dozierte und dessen soziale Einstellung für Nieder zum Vorbild wurde. Der gläubige Student fühlte sich zum Priestertum berufen und trat 1903 in das Seminar zu Speyer ein; kurz danach starb sein Vater. Am 14. August 1904 weihte ihn Bischof Joseph Georg von Ehrler im Speyrer Dom zum Priester.
Von 1904 bis 1906 wirkte der Geistliche in seiner Heimatdiözese als Kaplan in Diedesfeld, danach noch einige Monate in Lingenfeld.
Am Laurentiustag, dem 10. August 1905 war über der oberen und mittleren Haardt ein schreckliches Unwetter niedergegangen und hatte durch starken Hagelschlag innerhalb einer Viertelstunde die gesamte Weinernte vernichtet. In dieser allgemeinen Notlage handelte Nieder sofort und erwirkte bei der bayerischen Staatsregierung in München die unmittelbare Bereitstellung eines Hilfsfonds mit zinslosen Darlehnsgeldern, um die gröbste Not zu lindern. In diesem Zusammenhang besuchten ihn später der pfälzische Regierungspräsident Adolf Ritter von Neuffer und der liberale Landtagsabgeordnete Karl Hammerschmidt persönlich im Pfarrhaus, um ihm für seine vorbildlichen Bemühungen zu danken.
Nieder wurde in der Diözese als Mann der Caritas und als Sozialapostel bekannt. Anlässlich einer Unterstützungsanfrage vom Volksverein für das katholische Deutschland in Mönchengladbach, der sich Sozialreformen, der Arbeiterseelsorge und der Volksbildung widmete, schlug der Regens des Priesterseminars Speyer den ihm bekannten Ludwig Nieder dafür vor.
Nieder wurde aus dem Bistum Speyer zur Mitarbeit in dieser Vereinigung abgeordnet, wo auch Persönlichkeiten wie Joseph Joos und Carl Sonnenschein wirkten. Zunächst nahm er seine Studien wieder auf und promovierte 1909 in München, mit einer Dissertation zum Thema: „Die Arbeitsleistung der Saar-Bergleute in den königlichen Steinkohlegruben bei Saarbrücken seit dem Jahre 1888. Kritischer Beitrag zur Messung und Beurteilung der Bergarbeiterleistung“. Die Arbeit wurde mit dem Prädikat „ausgezeichnet“ bewertet und Professor Lujo Brentano bezeichnete sie als „Muster einer tiefschürfenden, neue Aussichten eröffnenden Untersuchung.“
Noch im gleichen Jahr begann Ludwig Nieder seine Arbeit beim Volksverein, für den er bis zu seinem Tode unermüdlich tätig war. Über 60 publizierte Schriften und viele Reden zeugen von seinem Engagement. Er warnte die Jugend vor falschen Ideologien, ermunterte die Frauen zum verstärkten Einsatz in Staat und Kirche, schulte Laien in Konferenzen zu praktisch-sozialer Arbeit, hielt sozial-religiöse Vorträge und vieles mehr. Als Dezernent des Volksvereins war Ludwig Nieder in ganz Deutschland unterwegs und bekannt.
Im Winter 1921/22 hielt er eine Reihe von Vorträgen in seiner Heimatdiözese Speyer. Hierbei erkrankte er im Februar an einer tückischen Grippe und verstarb am 7. des Monats im Krankenhaus von Deidesheim. Seine letzten Worte waren: „Betet für mich und arbeitet weiter; Herr Dein Wille geschehe.“ Er wurde in seiner Heimatgemeinde Mittelbexbach bestattet und Domkapitular Franz Joseph Gebhardt, der pfälzische Sektionsleiter des Vereins, hielt ihm die Trauerpredigt.
Ludwig Nieder wird in der Diözese Speyer als Glaubensvorbild verehrt; sein Grab in Bexbach wird gerne besucht. 1990 genehmigte das Bistum ein Gebet zu Ehren des Priesters, in dem es heißt: „Gott, barmherziger Vater, Du hast deinen treuen Diener Ludwig Nieder berufen, sein Leben und Wirken für die sozialen Nöte der Mitmenschen einzusetzen. Geführt vom Beispiel der Gottesmutter, mit der ihn eine innige Liebe bis zum letzten Atemzug verband ... ging er durch ganz Deutschland, um das Evangelium der Liebe in Wort und Tat zu verkünden. Sein Ziel war eine gerechte Gesellschaftsordnung, frei von Ausbeutung und Unrecht, getragen vom Geist Jesu. ... Er möge für uns vom himmlischen Throne aus gedenken. Amen“.
Nieder war Ehrenbürger seiner Geburtsstadt Bexbach, was auch auf seinem Grabdenkmal verzeichnet ist. An seinem Geburtshaus in der Rathausstraße, Ecke Niederbexbacherstraße, erinnert eine Tafel an den Sohn der Stadt. Außerdem trägt die Dr.-Ludwig-Nieder-Straße in Bexbach seinen Namen.